# How Do U Want It
«How Do U Want It» — третій сингл з четвертого студійного альбому американського репера Тупака Шакура All Eyez on Me. RIAA сертифікувала окремок двічі платиновим.
Як семпл використано «Body Heat» Квінсі Джонса з альбому Body Heat (1974). Трек містить дис на Сінтію Делорес Такер, відомою критикою ґанґста-репу. Концертна/цензурована версія 3-го куплету повністю відрізняється від альбомної. Пісня була номінантом на Ґреммі 1997 у категорії «Найкраще реп-виконання дуетом чи групою».

## Відеокліпи
Існує 3 версії: два, знятих на одному майданчику у квітні 1996; режисер: Рон Гайтавер, продюсер: Трейсі Д. Робінсон. Вони відрізняються рейтингом MPAA (один сертифікований як матеріал для дорослих). У кліпі зображено шалену секс-вечірку з джакузі, їздою на механічному биці, танцями у клітці та стриптизом із жердиною. Всі актори й акторки носять костюми у стилі Ренесансу (в іншій версії неодягнені). У кліпі для дорослих знялися порнозірки: Ніна Гартлі, Гізер Гантер, Енджел Келлі. Камео у концертній версії: K-Ci & JoJo, Shock G (також чутні на аудіо).

## Список пісень
1. «How Do U Want It» (LP Version)
2. «California Love» (Long Radio Edit)
3. «2 of Amerikaz Most Wanted» (LP Version)
4. «Hit 'Em Up»

## Чартові позиції

### Тижневі
| Чарт (1996)                               | Найвища позиція |
| ----------------------------------------- | --------------- |
| Австралія (ARIA)                          | 4               |
| Велика Британія (Official Charts Company) | 17              |
| Італія (FIMI)                             | 35              |
| Канада (RPM)                              | 14              |
| Нова Зеландія (RIANZ)                     | 2               |
| США (Billboard Hot 100)                   | 1               |
| Фінляндія (Suomen virallinen lista)       | 19              |
| Франція (SNEP)                            | 15              |
| Швейцарія (Media Control AG)              | 7               |
| Швеція (Sverigetopplistan)                | 3               |

### Наприкінці року
| Чарт (1996)          | Позиція |
| -------------------- | ------- |
| US Billboard Hot 100 | 17      |